# 中央車站 (芝加哥)

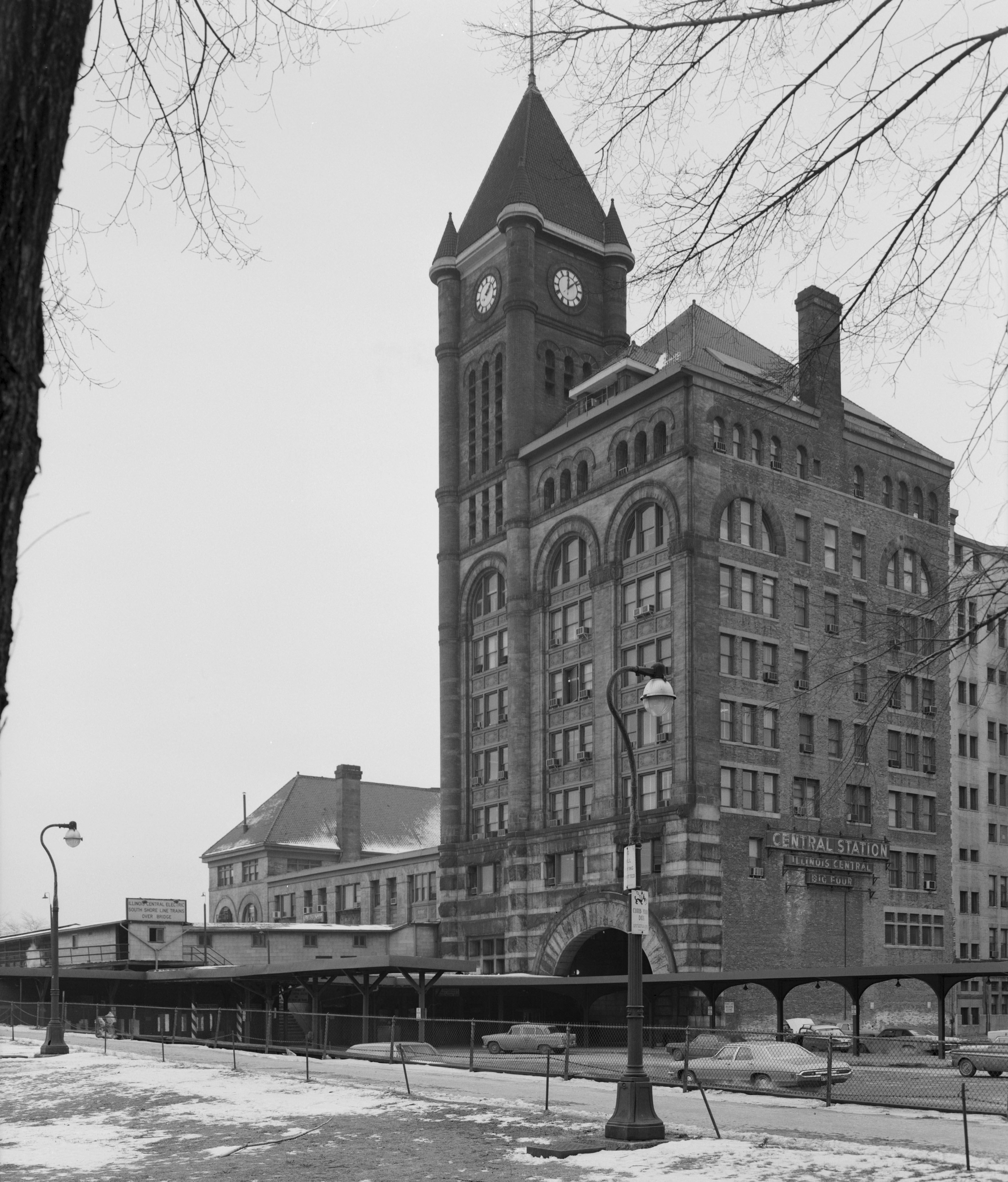
1971年2月時的中央車站，可見伊利諾伊中央鐵路和克利夫蘭，辛辛那提，芝加哥和聖路易斯鐵路的招牌

芝加哥中央車站（英語：Chicago Central）是芝加哥市區歷史上曾經存在的一座大型城際列車的總站。車站主體構造位於格蘭特公園南端，緊鄰羅斯福路和密歇根大道，由伊利諾伊中央鐵路所有，亦有其他數個鐵路公司使用該車站收發客運列車。車站於1893年啟用並正式取代原伊利諾伊中央車站（現朗道夫街車站位置）成為伊利諾伊中央鐵路的總站。1972年，車站關閉，剩餘客運線路改由聯合車站收發。不久後車站主體，月台區和路軌均被拆除。
中央車站附近亦有伊利諾伊中央鐵路通勤列車專用的月台（1926年電氣化改造完工），用於通勤列車（現在Metra電鐵線）和南岸線 (NICTD)的停靠。但兩線的總站位於中央車站以北的朗道夫街車站。

## 歷史

所有進入中央車站的列車必須經由伊利諾伊中央鐵路的路軌

1856年伊利諾伊中央鐵路建成的第一代總站位於芝加哥河畔，朗道夫街南側，定名為“伊利諾伊中央車站”，即為現在芝加哥通勤鐵路的千禧車站。1893年，為了迎接芝加哥哥倫布紀念博覽會而來的急速增長的客流，原車站過於狹小簡陋，不足以容納日益增長的客流。因此伊利諾伊中央鐵路決定將長途線路和通勤線路分開，單獨建設一座大型總站專門供城際列車停靠。新車站位於原車站西南，羅斯福路，東臨原路軌，並新設專用月台和股道。4月17日，新站正式落成並投入使用並命名為中央車站，並被指定為伊利諾伊中央鐵路第二代總站。舊站更名為“朗道夫街車站”後繼續使用，專門收發通勤列車。
站房大樓由建築師Bradford L. Gilbert設計，為高9層的羅馬式大樓，並且附帶一高13層的鐘樓，以容納伊利諾伊中央鐵路的龐大的辦公室。月台區裝備有當時世界上最大的停車棚，長610英尺，寬140英尺，尺度和芝加哥市内另一座總站大中央車站幾乎相同。
中央車站建成後，有較多的鐵路公司使用本站，一度為芝加哥市内僅次於聯合車站的總站，在日均收發列車數量上甚至一度勝之。伊利諾伊中央鐵路將全部的的城際列車在中央車站始發終到。此外，芝加哥，曼迪遜和北方鐵路（1902年併入伊利諾伊中央鐵路）亦使用該站收發列車，其列車通過聖查爾斯飛行鐵路在車站的南面和伊利諾伊中央鐵路的路軌接駁以進入車站。
中央車站另一大鐵路商為密歇根中央鐵路（隸屬於紐約中央鐵路），該鐵路早在1852年就和伊利諾伊中央鐵路共用總站，其線路在肯辛頓匯入伊利諾伊中央鐵路主線。克利夫蘭，辛辛那提，芝加哥和聖路易斯鐵路（通常簡稱為“大四城鐵路”）亦為紐約中央鐵路屬下，其線路在坎卡基匯入伊利諾伊中央鐵路主線並使用中央車站收發列車。芝加哥和西密歇根鐵路及其後繼者佩雷·馬凱特鐵路從1900年起使用中央車站，其線路在密歇根州新水牛城借道密歇根中央鐵路的線路進入芝加哥。
巴爾的摩和俄亥俄鐵路在第一代總站時代就和伊利諾伊中央鐵路共用車站。新站建成後，巴爾的摩和俄亥俄鐵路並未使用中央車站，而是將其業務轉移至離市區較近的大中央車站並使用直至其關閉。1899年，“威斯康星中央鐵路”（1909年後併入蘇線鐵路）從大中央車站改至中央車站收發客運線路，原因是和當時大中央車站管理方巴爾的摩和俄亥俄鐵路不和。其列車經由芝加哥，哈蒙德和西方鐵路（後併入印第安納港環線鐵路）從富蘭克林公園至和佈羅德維尤，轉至芝加哥，曼迪遜和北方鐵路（伊利諾伊中央鐵路的下屬）進入車站。1903年12月15日，佩雷·馬凱特鐵路的芝加哥至印第安納州波特的線路竣工，列車改由大中央車站收發。
1912年，蘇線鐵路重回大中央車站，1925年3月1日起，切薩皮克和俄亥俄鐵路從迪爾波恩車站轉而使用中央車站，其借用紐約，芝加哥和聖路易斯鐵路的線路，由印第安納州哈蒙德至大十字，在此換伊利諾伊中央鐵路的路軌向北進站。1965年，蘇線鐵路從大中央車站返回中央車站，並繼續一年的鐵路客運後全面退出。
1957年1月18日，紐約中央鐵路命令其屬下密歇根中央鐵路將其全部客運業務遷往紐約中央鐵路擁有的拉塞爾街車站，此前，密歇根中央鐵路已使用中央車站逾百年。此舉招致了伊利諾伊中央鐵路的違約起訴，最終以五百萬美元的代價庭外和解。

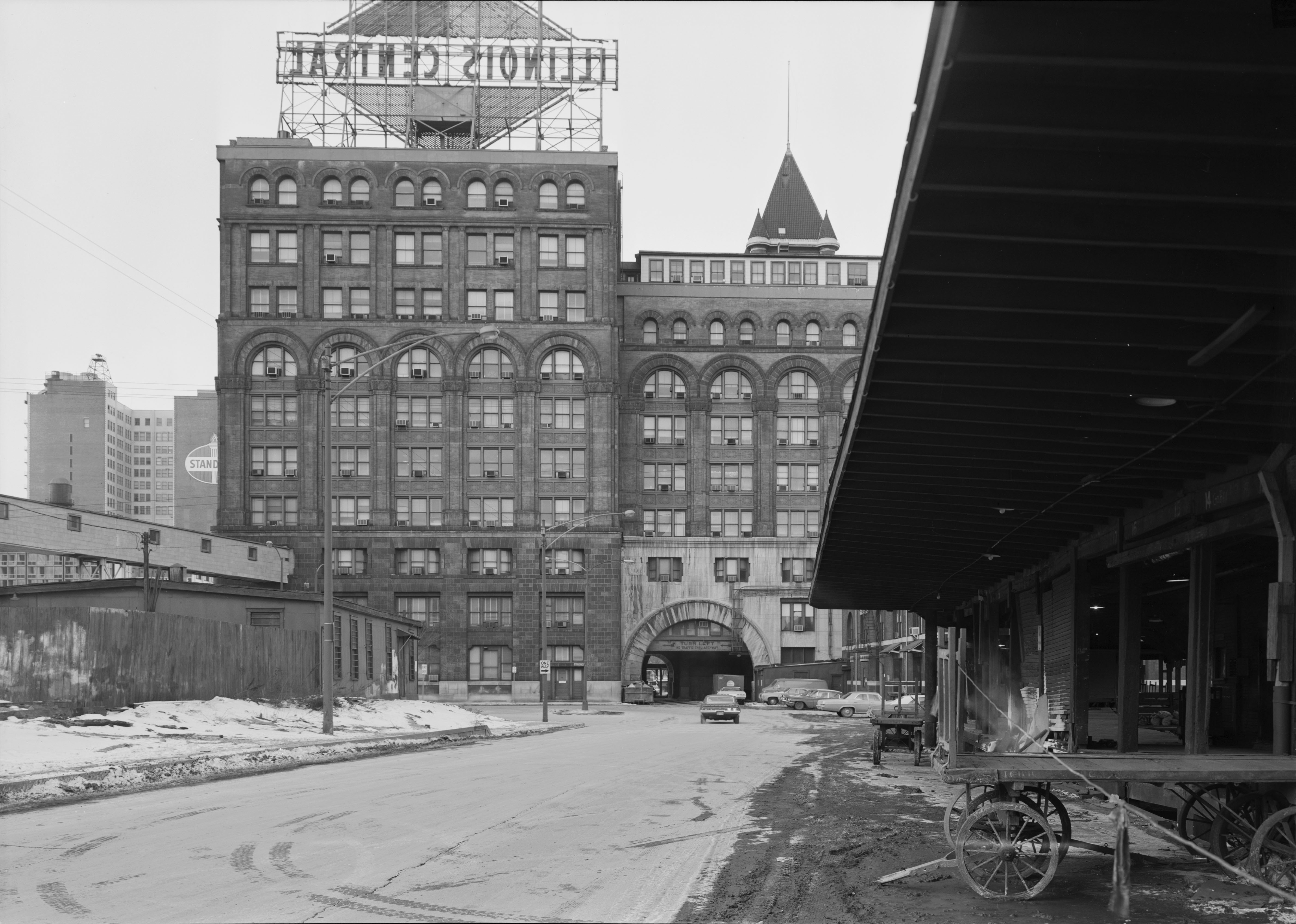
1971年2月，中央車站背面（南側觀）, 可見伊利諾伊中央鐵路巨大的標誌

1971年5月1日美國國鐵成立前，中央車站用於伊利諾伊中央鐵路的南向“蕭尼號”，“邁阿密城號”，“新奧爾良城號”和“巴拿馬特快”；西向“鷹眼號”，和“大四城鐵路”的“詹姆斯·惠特科姆·萊利號”和“南風號”的收發。美鐵成立後僅有“蕭尼號”，“新奧爾良城號”，“詹姆斯·惠特科姆·萊利號”和“南風號”被保留在中央車站收發，剩餘列車全部裁汰。中央車站亦為美鐵時代除聯合車站外芝加哥市内僅有收發美鐵列車的客運總站。
由於伊利諾伊中央鐵路至印第安納州的路軌年久失修，1972年1月23日起，美鐵將“佛羅里達人號”（原“南風號”改由聯合車站）始發。3月5日，中央車站僅剩的列車：“喬治·華盛頓號/詹姆斯·惠特科姆·萊利號”，“巴拿馬特快”（由“新奧爾良城號”改名而來，非原“巴拿馬特快”）和“蕭尼號”悉數遷往聯合車站，中央車站的歷史使命就此結束。“巴拿馬特快”和“蕭尼號”仍然沿伊利諾伊中央鐵路的路軌向北行進至車站南側，但轉而向西經聖查爾斯飛行鐵路的線路經過一座開閉橋跨過芝加哥河至聯合車站，列車進站前需要在站外掉頭。目前“伊利諾伊人號”（“蕭尼號”的後繼者）和“新奧爾良城號”仍然使用該線路，未來有計劃從大十字修建一條新線已取代聖查爾斯飛行鐵路的聯絡線。
1973年底，原位於車站主樓內的伊利諾伊中央鐵路總部遷往伊利諾伊中心，次年，車站主樓，主月台和停車棚開始拆除。位於車站東側側式月台仍被保留用於Metra電鐵線和南岸線的通勤列車使用。2009年該地段興建一系列大型建築後，月台被改善，現命名為博物館區/11街站，原主樓，停車棚和月台區的地皮亦按照中央車站地塊開發計劃得到開發。

## 主要列車
中央車站曾是以下鐵路在芝加哥的總站：
- 切薩皮克和俄亥俄鐵路（1925年3月1日至1940年代）
- 克利夫蘭，辛辛那提，芝加哥和聖路易斯鐵路（大四城鐵路）：“詹姆斯·惠特科姆·萊利號”至辛辛那提，“卡羅來納特別列車”至阿什維爾，夏洛特和查爾斯頓，“皇家棕櫚號”和“龐塞·德萊昂號”至佛羅里達和佐治亞州。
- 伊利諾伊中央鐵路：“新奧爾良城號”和“巴拿馬特快”至路易斯安那州新奧爾良，“鑽石特別列車”至聖路易斯，“邁阿密城號”至邁阿密。
- 密歇根中央鐵路（直至1957年1月17日）：“北岸特快”至紐約市，“汽車城特別列車”至底特律。
- 蘇線鐵路（1899至1912，1965以後）：“湖人號”。
- 佩雷·馬凱特鐵路（直至1903年1月15日）
- 美國國鐵（直至1972年5月）：“佛羅里達人號”，“喬治·華盛頓號/詹姆斯·惠特科姆·萊利號”，“巴拿馬特快”，“蕭尼號”。

以下為經停中央車站通勤列車月台的通勤列車，其總站位於以北1.5英里的朗道夫街車站（現千禧車站）：
- 伊利諾伊中央鐵路：前往南芝加哥，藍島和里奇頓公園。
- 芝加哥南岸和南本德鐵路（始於1926年8月29日）：城際電鐵前往印第安納州南本德。

原伊利諾伊中央鐵路通勤線現由Metra營運，命名為Metra電鐵線。城際電鐵現由北印第安納通勤運輸局營運，命名為南岸線。

## 外部連結
- Map: 41°52′05″N 87°37′19″W / 41.86806°N 87.62194°W